# Космос-955

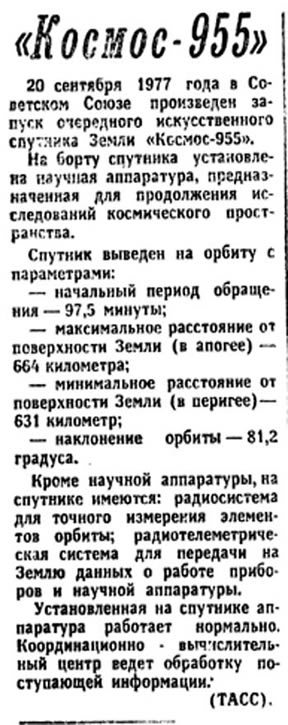
Сообщение ТАСС о запуске спутника

Космос-955 — советский спутник серии «Космос». Запущен 20 сентября 1977 года в 04:01 московского времени (01:01 UTC) с космодрома Плесецк ракетой «Восток-2М». Спутник был предназначен для радиоэлектронной разведки. Сошел с орбиты 8 сентября 2000 года.

## Орбитальные данные
- Перигей — 631 км.
- Апогей — 664 км.
- Период обращения вокруг Земли — 97,5 минуты.
- Угол наклона плоскости орбиты к плоскости экватора Земли — 81,2°.

## Петрозаводский феномен
Ранним утром 20 сентября 1977 года на северо-западе России (Карельская АССР, Ленинградская область) и в Финляндии наблюдался ряд аномальных явлений, известных как «Петрозаводский феномен». Этот феномен иностранными исследователями сразу же был связан с запуском спутника «Космос-955». Ракета-носитель, летевшая на северо-восток, оставила в верхних слоях атмосферы характерный многопучковый след из продуктов сгорания, освещённый из-за горизонта восходящим солнцем; в Петрозаводске и других местах к юго-западу от Плесецка этот след наблюдался как своеобразная светящаяся «медуза» на фоне тёмного неба на северо-востоке. В советской открытой печати «Петрозаводский феномен» объяснялся не запуском спутника, а падением метеорита, поскольку на тот момент советскими властями официально существование космодрома Плесецк не признавалось.